# التحفيز الضوئي المتقطع
التحفيز الضوئي المتقطع (بالإنجليزية: Intermittent photic stimulation)‏ هو شكل من أشكال التحفيز البصري المستخدم مع تخطيط كهربية الدماغ للتحقيق في نشاط الدماغ الشاذ الناجم عن محفزات بصرية محددة، مثل الأضواء أو الأنماط الوامضة.
غالبًا ما يتم يستخدم لتشخيص حالات مثل الصرع الحساس للضوء.  
يمكن أيضًا استخدام التحفيز الضوئي لإثارة ارتجاج عضلي، خاصةً الإرتجاج العضلي الانعكاسي القشري عندما يكون موجودًا في أشكال حساسة للصور.